# Aenictus nganduensis
Aenictus nganduensis är en myrart som beskrevs av Wilson 1964. Aenictus nganduensis ingår i släktet Aenictus och familjen myror. Inga underarter finns listade i Catalogue of Life.